# Firmin-Hippolyte Beaunier
Pour les articles homonymes, voir Beaunier.
Firmin-Hippolyte Beaunier, né le 10 septembre 1782 à Melun et mort à Paris le 17 décembre 1867, est un peintre, dessinateur et compositeur français.

## Biographie
Firmin-Hippolyte Beaunier est le fils d'Antoine Louis Beaunier (1745-1811), homme de lettres, et de Catherine Louise Clémentine Sourdeau (1755-1850).
Élève de Jean-Baptiste Regnault, il débute au Salon en 1802 en présentant un tableau, Thésée apprend le secret de sa naissance, et concourt l'année suivante pour le prix de Rome avec Énée portant son père Anchise.
En plus de la peinture, il compose de la musique.
Il succède à son frère Louis-Antoine Beaunier (1779-1835) à la Compagnie du chemin de fer de Saint-Étienne à la Loire.
Il meurt à son domicile du faubourg Montmartre, à l'âge de 85 ans. Il est inhumé le 19 décembre au cimetière de Montmartre, puis déplacé en juin 1868 dans la 47e division.

## Publication
- Recueil des Costumes français depuis Clovis jusqu'à Napoléon 1er (2 tomes), avec Louis-François Rathier